# محمد خاشقجي
محمد خالد خاشقجي (1889 - 1978) طبيب سعودي من أصل تركي.
عاش شبابه ودرس خارج البلاد جراء طرده من جمعية الاتحاد والترقي إلى بلاد الأناضول في أحداث تهجير الأتراك (سفر برلك) لكون أخيه الأكبر «عبد الله خاشقجي» كان الحاكم الإداري للمدينة المنورة في العهد العثماني. عاد بعد أن أتم دراسته الطب في دمشق وصار جراحا، رجع إلى مكة المكرمة ثم ابتعث إلى باريس ليدرس اختصاص العلاج بالأشعة وعاد ليفتتح عيادته الخاصة، وتزوج وكانت أولى مواليده الأديبة سميرة خاشقجي، وابتَعَثَ أواسط الخمسينيات كلا من ولديه سميرة وعدنان خاشقجي إلى مصر فدرسا في جامعة الإسكندرية.
انتقل إلى الرياض وعمل سكرتيرا لوزارة الصحة وتعاقد مع أطباء مصريين للعمل في مستشفيات المملكة العربية السعودية. وعمل طبيباً للملك عبد العزيز آل سعود[بحاجة لمصدر]. أسس شركة الجبس الأهلية التي تدير مصنعا، وهاجر مطلع السبعينيات من القرن العشرين إلى بيروت، وفي عام 1974 انتقل إلى لندن بسبب اشتعال الحرب الأهلية اللبنانية، عاد إلى الرياض وتوفي فيها إثر عملية جراحية أجريت له في مستشفى الرياض المركزي (الشميسي) ودفن في المدينة المنورة.